# Хронология на Смолвил
Това е възможно най-точна хронология на събитията/последователността на телевизионния сериал „Смолвил“.

## XVI век
1502 г.: Прародител на Кал-Ел пристига на Земята с няколко излъчващи радиация камъка от Криптон. Той се влюбва в индианска жена, в резултат на което води началото си племето Кауачи. По някое време този пророчески криптонец изковал пророчествата в пещерите Кауачи, скривайки няколко „паразита“ от родния си свят в стените на пещерите и заравяйки древното „звездно острие“, така че да отнеме поне 500 години, за да бъде открито. Знаейки, че съдбата му не е на Земята с първите Кауачи, предшественикът на Кал-Ел им казва сбогом с обещанието, че той (или по-скоро потомъкът му, „На-Ман“) ще се върне, за да ги защитава отново. След това той бързо отлита и скрива свещените Криптонски кристали на Огъня, Водата и Въздуха из целия свят, като по пътя си създава репутация на могъщ „бог“. После той тръгва за Криптон веднъж завинаги, като се кълне на коренните китайци, че някой ден ще се върне за своето (кристала на Въздуха).

## XVII век
1604 г.: Предшественичката на Лана Ланг, Графиня Маргарет Изабел Торо, е изгорена жива за магьосничество от Херцогиня Гертруд, предшественичка на Женавив и Джейсън Тийг, заедно със своите приятелки вещици Маделин и Браяна. Преди да бъде изгорена, Изабел изрича заклинание, с което изобразява символа си върху кожата си. Докато Графинята и съучастничките ѝ горят, тя предрича, че наследничката ѝ ще я съживи и тя ще отмъсти на преследвачите си.

## XVIII век
1775 г.: Световноизвестният вестник „Дейли Планет“ е основан в Метрополис.

## XIX век
Ранните 1840 г.: Езра Смол, биологичният предшественик на Лана Ланг, основава фактория в бъдещия щат Канзас. Оттогава се строят колиби от кал и слама и градчето е наречено „Смолвил“. По някое време Езра е сгазен много тежко, което му дава способността да предсказва бъдещето до края на живота си. Известно е, че е предсказвал много неясни събития, свързани с Кларк Кент, Лекс Лутър и метеоритния дъжд, както и много други елементи.
1861 – 1865 г.: Градчето Смолвил преживява жив ад, когато избухва Гражданската война в САЩ, като много от гражданите му или взимат участие във войната, или помагат с подземните пътища.

## ХХ век
1938 г.: Семейството на Люис Ланг се премества да живее в Смолвил.
1961 г.: Двайсет и шест годишният Джор-Ел пристига на Земята, за да премине през „обреден ритуал“, като проверява всичко с Криптонските кристали, както е инструктиран от баща си, но също и за да провери дали градчето Смолвил е подходящо място, където да изпрати бъдещия си син, когато настъпи краят на Криптон. Докато е на Земята, Джор-Ел се представя за простосмъртен „скитник“ на име „Джо“. Той неочаквано се влюбва в пралелята на Лана Ланг по майчина линия, Луис Маккалъм. Точно през това време Джор-Ел научава уроци, на които баща му никога не е имал намерение да го учи – за човешките емоции и любов, но също и за болка и загуба, през които той е знаел, че синът му ще трябва да премине. След като земната му любов Луис е убита пред очите му от Лаклан Лутър (дядото на Лекс), Джор-Ел се съвзема и осъзнава, че трябва да напусне планетата веднага. По пътя си към пещерите Кауачи, където той се свързва с приятелски криптонски кораб, той среща Хайрам Кент, скорошният баща на неродения Джонатан. Благодарение на саможертвената смелост и помощта на Хайрам, Джор-Ел успява да стигне до пещерите Кауачи, без да се налага да прибягва до насилие. Там той се сбогува с Хайрам с обещанието, че ще помни смелостта, която Хайрам е проявил. След като Хайрам напуска пещерата, Джор-Ел използва „Ключа“, за да отвори малък подраздел в стената на пещерата, където скрива журналистически медальон, така че баща му никога да не научава за човешките му преживявания. След това Джор-Ел запечатва стената, като заедно с това срутва входа към пещерите, и се завръща на Криптон.
Късната 1961 г.: Джонатан Кент е роден.
Късната 1963 г.: Лайнъл Лутър се съгласява на сделка с беден владетел на района на самоубийствата да накара Морган Едж да убие родителите му. Лайнъл оцелява само защото работи нощна смяна в печатница по време на „инцидента“. После младият Лутър старши получава своя дял от парите от застраховката и планира да премине през обучение в колеж на „Айви Лийг“, като накрая основава ЛутърКорп.
1980 г.: Лекс Лутър и Оливър Куийн са родени.
1985 г.: Лоис Лейн е родена.
1986 г.: Планетата Криптон експлодира в резултат от пораждането на свръхнова от слънцето ѝ. Вече роденото пеленаче Кал-Ел започва пътуването си към Земята.
Септември 1986 г.: Лана Ланг е родена.
Ноември 1986 г.: Клои Съливан е родена.
Ранната 1987 г.: Пит Рос е роден.
Май 1987 г.: Рождената дата върху подправения акт за раждане на Кларк Кент. Но в комиксите рожденият ден на Кларк обикновено е на 28 февруари (или на 29 февруари, в зависимост от това дали комиксът е публикуван във високосна година).
Късната 1980 г.: Джими Олсън е роден.
Понеделник, 16 октомври 1989 г.: В Смолвил пада първият метеоритен дъжд от общо два за 16 години – метеоритен дъжд, при който вали криптонит като огън от небето, и при който корабът на малкия Кал-Ел се разбива, като за малко не удря самолета за наторяване на Еди Кол. Точно 10 души са убити при дъжда, включително родителите на Лана – Люис и Лаура Ланг, родителите на малко момче, което е видяло кораба на Кал-Ел, докато е падал, майката на новородено бебе на име Джордан Крос, майката на Линдзи Харисън, като Линдзи също се предполага за мъртва (макар че всъщност е спасена от земната същност на Джор-Ел в случай на бъдещо отказване от Кал-Ел), и няколко други. Мнозина са ранени, много от които са заразени с радиация от метеоритите, което им придава свръхестествени способности. Единственото истинско чудо за този ден се случва на младите Джонатан и Марта Кент, които откриват, или по-скоро са острити, от скитащо дете, след като пикапът им се преобръща. Те натоварват кораба на пикапа си (с помощта на Кларк) и след това се срещат с Лайнъл Лутър, който е в шок, след като е открил сина си, Лекс, който е загубил всичката си коса, след като е погълнат от метеоритен прах. Джонатан помага на Лайнъл да спаси Лекс, а Лайнъл обещава да му направи услуга ако някога се нуждае от нещо, а през това време Лекс и Кал-Ел се виждат един друг за първи път по пътя към болницата. По-късно през деня, когато двойката е посетена от младия Итън Милър, докато спорят какво да правят с момчето, Марта изведнъж решава да го нарече Кларк на семейното си име, като казва, че току-що са осиновили момчето и са го довели вкъщи в същия ден. Не минава дълго време преди Джонатан да разбере, че ще трябва да използва услугата от Лайнъл, което ще има важни и трайни последици за жителите на Смолвил.
1992 г.: Джулиан Лутър е роден и по-късно е убит от майка си (майка също и на Лекс), Лилиан. Лекс поема вината, за да защити майка си от безмилостния Лайнъл, като накрая потиска спомените си от този ден, което почти го кара да вярва, че наистина той е убил Джулиан. Това събитие оставя белег на Лекс от този момент нататък, защото той не само вижда как майка му убива невръстния му брат, но и никога повече не може да се надява в отношенията му с баща му да има любовта, която е обещана на дванайсетия му рожден ден.
Късната 1992 г.: Кларк за първи път проявява свръх скорост, докато играе на гоненица с Джонатан, когато внезапно започва да тича по-бързо, отколкото когато и да било през живота си, като се изгубва в Палмър Удс за почти цял ден.
1995 г.: Петнайсетгодишните Лекс Лутър и Оливър Куийн се срещат в пансион. Грубиянството на Оливър накрая води до първия истински поглед на Лекс към мрачната му страна, когато той почти пребива от бой най-добрия си приятел, само за да се присъедини към „бандата“ на Оливър.